# コミッター
コミッター（Committer）とは、コンピュータ業界用語でバージョン管理システムのリポジトリにコミット(チェックインとも言う)する権限を有する者のことである。

## 概要
コミッターとはリポジトリにコミットする権限がある者のことであり、大規模なオープンソースプロジェクトではこのようなメンバーを置くことが多い。
通常はコミッターも開発者の一人であるが、コミッターでない一般の開発者と違い、誰かにお伺いを立てることなくリポジトリを変更できる。一方、一般の開発者がリポジトリに自分のプログラム（ソースコード）を入れるには、コミッターに自分が開発したプログラムを送り、査読してもらった上でコミットされることになる。
また付属ドキュメント等についてもリポジトリで管理を行っているようなプロジェクトでは、ドキュメント管理を専門に行うコミッターを置くケースもあり、この場合開発者ではない人間がコミッターを務める場合もある。
このような違いがあるため、コミッターになるには一定期間プロジェクトの一般の開発者、あるいはドキュメント管理のボランティアとして参加して、コミッターにふさわしい能力と人格があることを示す必要があることが多い。
なおプロジェクトが大規模になると、コミッターが不用意に自分の権限外のコードやドキュメントに変更を加えてトラブルが起こることを防ぐため、変更可能なリポジトリの範囲を制限することも多く行われる。中でもプロジェクト全体の開発の方向性を決めるに当たっては、コミッターの中からさらに少数の人間を選び、その人間の間で議論や決定が行われるケースが多い。具体的にはLinuxカーネル等で使われているメンテナ制、FreeBSD・NetBSD等で使われているコアチーム制などがある。